# Die Linke
Die Linke ("cánh tả") là một đảng phái chính trị Đức theo khuynh hướng Dân chủ Xã hội chủ nghĩa. Đảng này được thành lập vào năm 2007 khi đảng Partei des Demokratischen Sozialismus (PDS), hậu thân của đảng Cộng sản Sozialistische Einheitspartei Deutschlands (SED) mà đã nắm quyền ở Đông Đức (DDR) từ lúc nước này thành lập cho tới năm 1989, và đảng Arbeit & soziale Gerechtigkeit – Die Wahlalternative (WASG), một phái tả mà đã tách ra khỏi đảng Sozialdemokratische Partei Deutschlands (SPD) vào năm 2005, nhập lại với nhau.
Đảng này là đảng khuynh tả nhất trong số 5 đảng có đại biểu trong Bundestag (Quốc hội Đức). Die Linke một phần bị quan sát bởi cơ quan Bảo vệ Hiến pháp liên bang và một số tiểu bang với lý do là bị nghi ngờ có khuynh hướng quá khích, gồm cả 1/3 các đại biểu quốc hội của đảng này. Đồng chủ tịch là Katja Kipping và Bernd Riexinger. Trong cuộc bầu cử quốc hội Đức vào năm 2013 Die Linke đã đạt được 64 trong số 630 ghế. Về mặt quốc tế, Die Linke là thành viên của Party of the European Left và là đảng lớn nhất trong khối European United Left–Nordic Green Left (GUE/NGL) ở Nghị viện châu Âu.
Theo con số chính thức của đảng, Die Linke có 63.784 đảng viên vào tháng 12 năm 2013,, như vậy là đảng lớn thứ 4 ở Đức.

## Thủ hiến bang
Ngày 5/12/2014, Nghị viện bang Thüringen đã bầu ông Bodo Ramelow - Chủ tịch nhóm nghị sĩ đảng Cánh tả, làm Thủ hiến mới của bang. Đảng cánh Tả tuy đã từng tham dự nhiều lần tại các chính phủ bang ở Đông Đức, nhưng đây là lần đầu tiên một chính trị gia đảng Cánh tả được bầu làm thủ hiến bang tại Cộng hòa Liên bang Đức. Ông Ramelow được bầu trong vòng hai cuộc bầu cử với số phiếu 46/91 phiếu, bằng với số ghế của ba đảng trong liên minh cầm quyền bang gồm đảng Cánh tả, đảng Dân chủ xã hội (SPD) và đảng Xanh.